# Anchoa filifera
Anchoa filifera är en fiskart som först beskrevs av Fowler, 1915.  Anchoa filifera ingår i släktet Anchoa och familjen Engraulidae. Inga underarter finns listade i Catalogue of Life.